# Prezydenci Filipin
| Osoba                                             | Osoba                            | Osoba   | Kadencja             | Kadencja         | Partia polityczna            |
| #                                                 | Imię i nazwisko                  | Portret | Od                   | Do               | Partia polityczna            |
| ------------------------------------------------- | -------------------------------- | ------- | -------------------- | ---------------- | ---------------------------- |
| 1                                                 | Emilio Aguinaldo (1869–1964)     |         | 23 stycznia 1899     | 23 marca 1901    | Bezpartyjny                  |
| urząd zniesiony (23 marca 1901-15 listopada 1935) |                                  |         |                      |                  |                              |
| 2                                                 | Manuel Luis Quezon (1878–1944)   |         | 15 listopada 1935    | 1 sierpnia 1944  | Partia Nacjonalistyczna      |
| 3                                                 | Jose P. Laurel (1891–1959)       |         | 14 października 1943 | 17 sierpnia 1945 | KALIBAPI                     |
| 4                                                 | Sergio Osmeña (1878–1961)        |         | 1 sierpnia 1944      | 28 maja 1946     | Partia Nacjonalistyczna      |
| 5                                                 | Manuel Roxas (1892–1948)         |         | 28 maja 1946         | 15 kwietnia 1948 | Partia Liberalna             |
| 6                                                 | Elpidio Quirino (1890–1956)      |         | 17 kwietnia 1948     | 30 grudnia 1953  | Partia Liberalna             |
| 7                                                 | Ramon Magsaysay (1907–1957)      |         | 30 grudnia 1953      | 17 marca 1957    | Partia Nacjonalistyczna      |
| 8                                                 | Carlos P. Garcia (1896–1971)     |         | 18 marca 1957        | 30 grudnia 1961  | Partia Nacjonalistyczna      |
| 9                                                 | Diosdado Macapagal (1910–1997)   |         | 30 grudnia 1961      | 30 grudnia 1965  | Partia Liberalna             |
| 10                                                | Ferdinand Marcos (1917–1989)     |         | 30 grudnia 1965      | 25 lutego 1986   | Partia Nacjonalistyczna      |
| 11                                                | Corazon Aquino (1933–2009)       |         | 25 lutego 1986       | 30 czerwca 1992  | PDP-LABAN / UNIDO            |
| 12                                                | Fidel Ramos (1928–2022)          |         | 30 czerwca 1992      | 30 czerwca 1998  | Lakas                        |
| 13                                                | Joseph Estrada (1937–)           |         | 30 czerwca 1998      | 20 stycznia 2001 | LAMP                         |
| 14                                                | Gloria Macapagal-Arroyo (1947– ) |         | 20 stycznia 2001     | 30 czerwca 2010  | Lakas / KAMPI                |
| 15                                                | Benigno Aquino III (1960–2021)   |         | 30 czerwca 2010      | 30 czerwca 2016  | Partia Liberalna             |
| 16                                                | Rodrigo Duterte (1945–)          |         | 30 czerwca 2016      | 30 czerwca 2022  | PDP–Laban                    |
| 17                                                | Ferdinand Marcos Jr. (1957–)     |         | 30 czerwca 2022      | nadal            | Partido Federal ng Pilipinas |